# 長建寺 (高梁市)
長建寺（ちょうけんじ）は、岡山県高梁市備中町布賀にある寺院。山号は補陀山。岡山県指定重要文化財の木造聖観音菩薩立像（彫刻）と金銅阿弥陀三尊懸仏（工芸品）を所蔵する。

## 歴史
- 永正15年（1518年）平川経貞の開基で創建。
- 創建以来布賀1575に所在したが、町道拡幅工事によって現在地の布賀1577に移転した。現在の本堂は移転に伴い平成6年（1994年）に再建されたもの。

## 文化財
- 木造観音菩薩立像　平安時代末期の制作とみられ備中山間地域の神仏習合信仰の重要資料そして岡山県指定重要文化財（彫刻）に平成9年（1997年）3月25日指定された。龍泉寺の像とともに貴重。
- 金銅阿弥陀三尊懸仏　博懸御生伐之事永正十八年六月吉日敬白御寶前願主経貞の銘がある。

## 関連資料
- 『おかやまの文化財一斉公開ガイドブック ぶらりおかやまの文化財』岡山県教育庁文化財課（2017年、22頁）
- 『川上郡誌』
- 『備中町史』